# Salvador Moyà-Solà
Salvador Moyà-Solà (nacido en 1955, Palma de Mallorca) es un antropólogo español. Desde 1983 trabaja en el Instituto de Paleontología Miquel Crusafont de Sabadell, dependiente de la Diputación de Barcelona, del que es director. En 2006 se incorpora como profesor de investigación ICREA en la unidad de Antropología Biológica de la Universidad Autónoma de Barcelona. Es experto en primates de la época Mioceno.
Dirige la investigación de dos importantes yacimientos de Cataluña:
- Can Llobateres, en Sabadell (Barcelona), donde ha recuperado los restos del Hispanopithecus laietanus conocido como Jordi, para significar el primer catalán.
- Barranc de Can Vila 1, en els Hostalets de Pierola (Barcelona), donde se han hallado las especies Pierolapithecus catalaunicus, conocida como Pau, y Anoiapithecus brevirostris, conocido como Lluc (el que ilumina).